# جون هنري براون (محامي)
جون هنري براون (بالإنجليزية: John Henry Browne)‏ هو محامي أمريكي، ولد في 11 أغسطس 1946 في أوك ريدج في الولايات المتحدة.